# Униан-дус-Палмарис
Униан-дус-Палмарис (порт. União dos Palmares) — муниципалитет в Бразилии, входит в штат Алагоас. Составная часть мезорегиона Восток штата Алагоас. Входит в экономико-статистический микрорегион Серрана-дус-Киломбус. Население составляет 59 503 человека на 2006 год. Занимает площадь 426 км². Плотность населения — 139,6 чел./км².
Покровителем города считается Мария Магдалина.

## История
Город основан 13 октября 1831 года.

## Статистика
- Валовой внутренний продукт на 2004 год составляет 126 323 000,00 реалов (данные: Бразильский институт географии и статистики).
- Валовой внутренний продукт на душу населения на 2004 год составляет 2133,00 реала (данные: Бразильский институт географии и статистики).
- Индекс развития человеческого потенциала на 2000 год составляет 0,600 (данные: Программа развития ООН).

## География
Климат местности: тропический.